# Valeria muscosula
Valeria muscosula là một loài bướm đêm trong họ Noctuidae.